# Ia Phí
Ia Phí là một xã thuộc tỉnh Gia Lai, Việt Nam.
Xã Ia Phí có diện tích 212.03km², dân số năm 2025 là 23.325 người.

## Địa giới
- Phía Tây giáp xã Ia Ly
- Phía Đông giáp xã Chư Păh
- Phía Đông Bắc giáp xã Ia Khươl
- Phía Nam giáp xã Ia Hrung
- Phía Bắc giáp tỉnh Quảng Ngãi

## Lịch sử
Theo nghị quyết số 1664/NQ-UBTVQH15, ban hành tháng 6 năm 2025, sáp nhập tỉnh Bình Định vào tỉnh Gia Lai, giải thể huyện là Chư Păh. Sáp nhập 3 đơn vị hành chính của huyện là thị trấn Ia Ly, xã Ia Mơ Nông và xã Ia Kreng thành xã Ia Ly.